# پر آسپرا آد آسترا

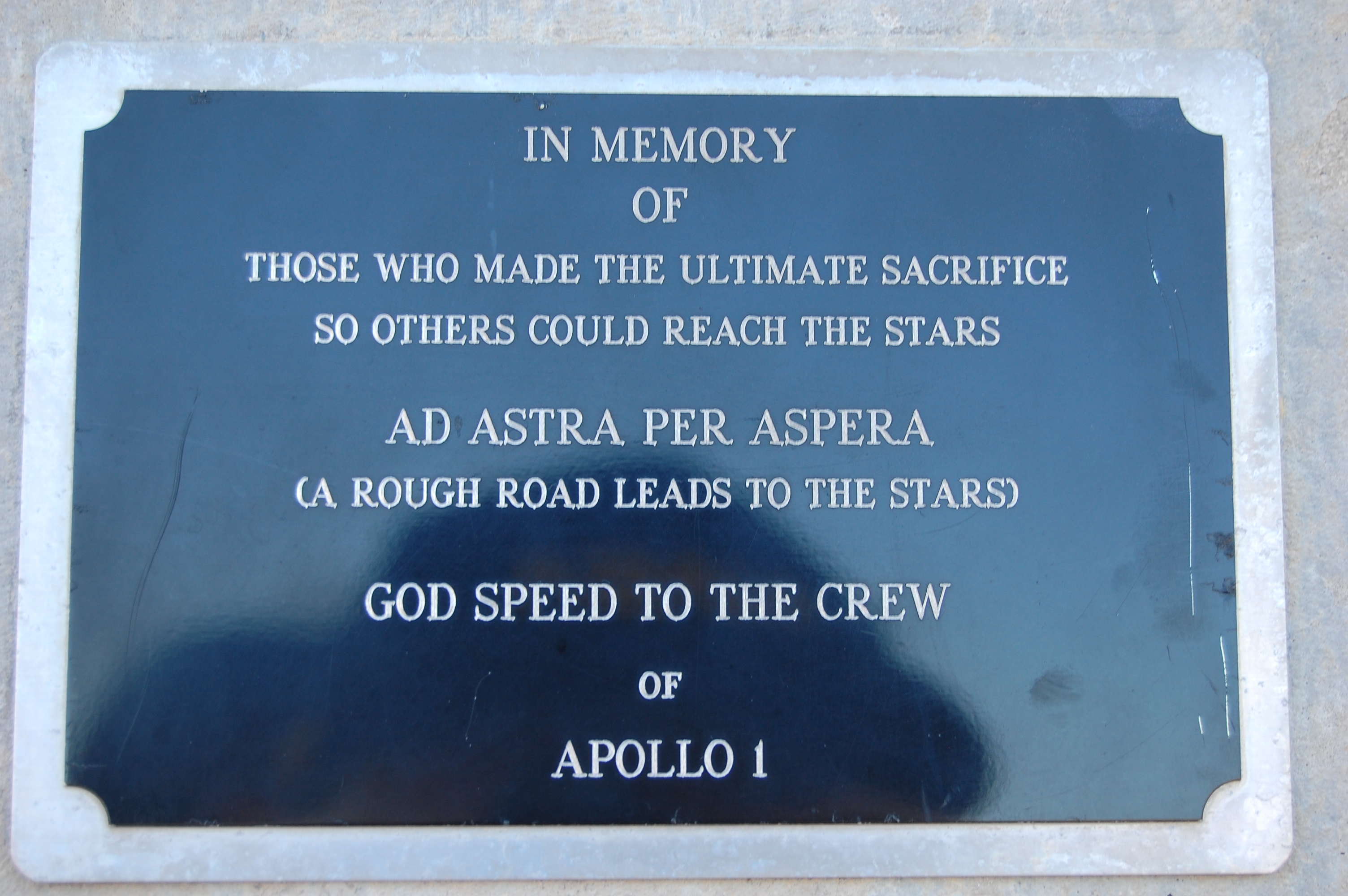
گزاره آد آسترا پِر آسپِرا بر لوح یادبود خدمه آپولو ۱

پِر آسپِرا آد آسترا (یا کمتر رایج،آد آسترا پِر آسپِرا) یک عبارت لاتین به معنای «از راه سختی به سوی ستارگان» است. این عبارت یکی از چندین ضرب‌المثل لاتین است که از عبارت ad astra به معنای «به ستاره ها» استفاده می‌کند. سازمان‌ها و گروه‌های مختلف از این عبارت و انواع آن استفاده می‌کنند.

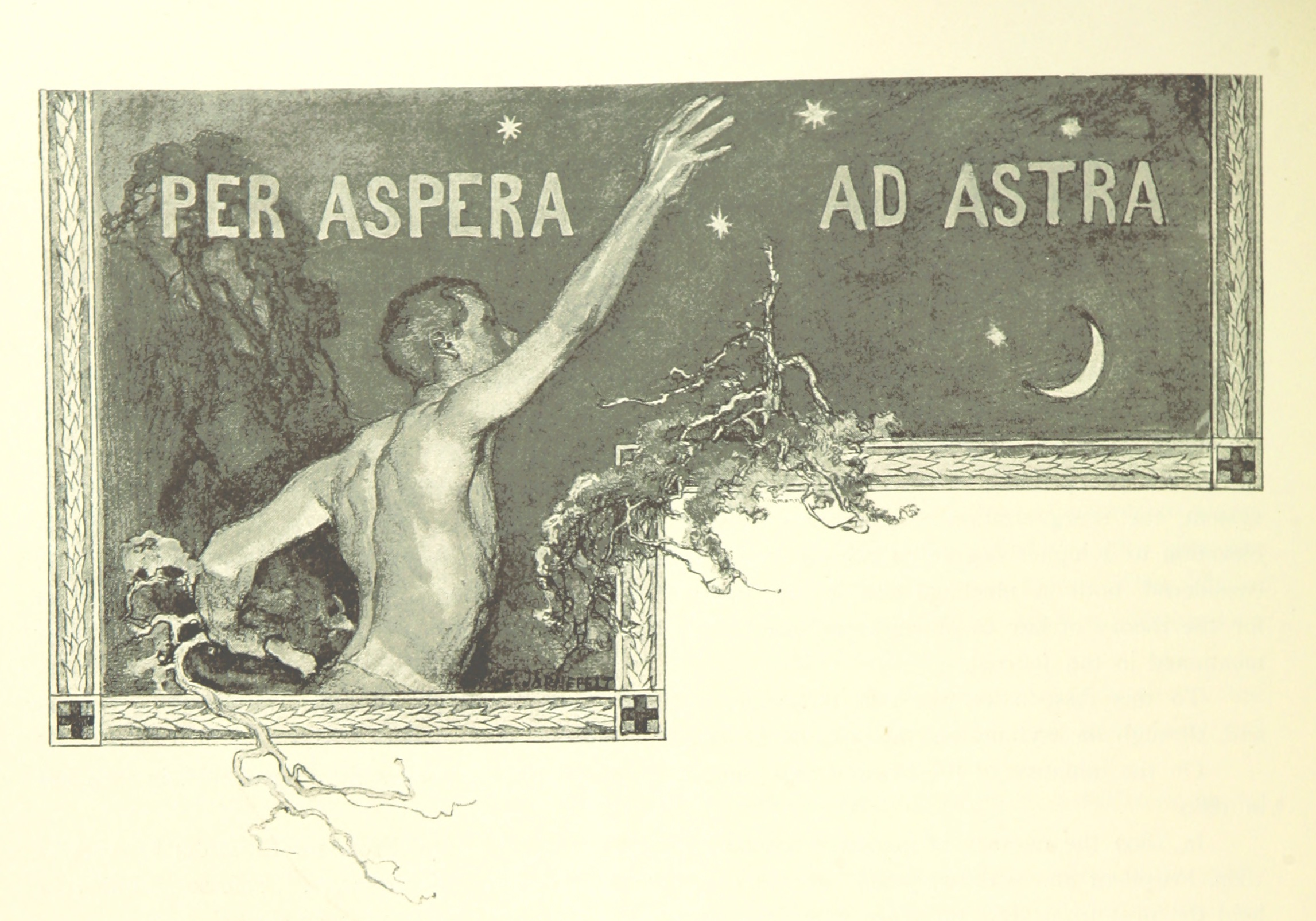
پِر آسپِرا آد آسترا، از فنلاند قرن ۱۹ ام، ۱۹۸۴

نشان شهر سیریبون در زمان استعمار هلند که دارای این عبارت است